# 波茨坦会议

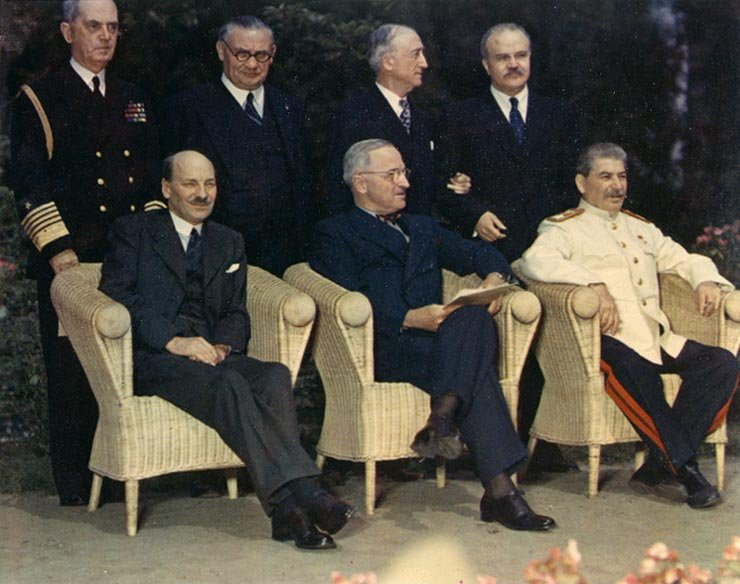
三巨头（即艾德礼、杜鲁门和斯大林）在波茨坦会议上

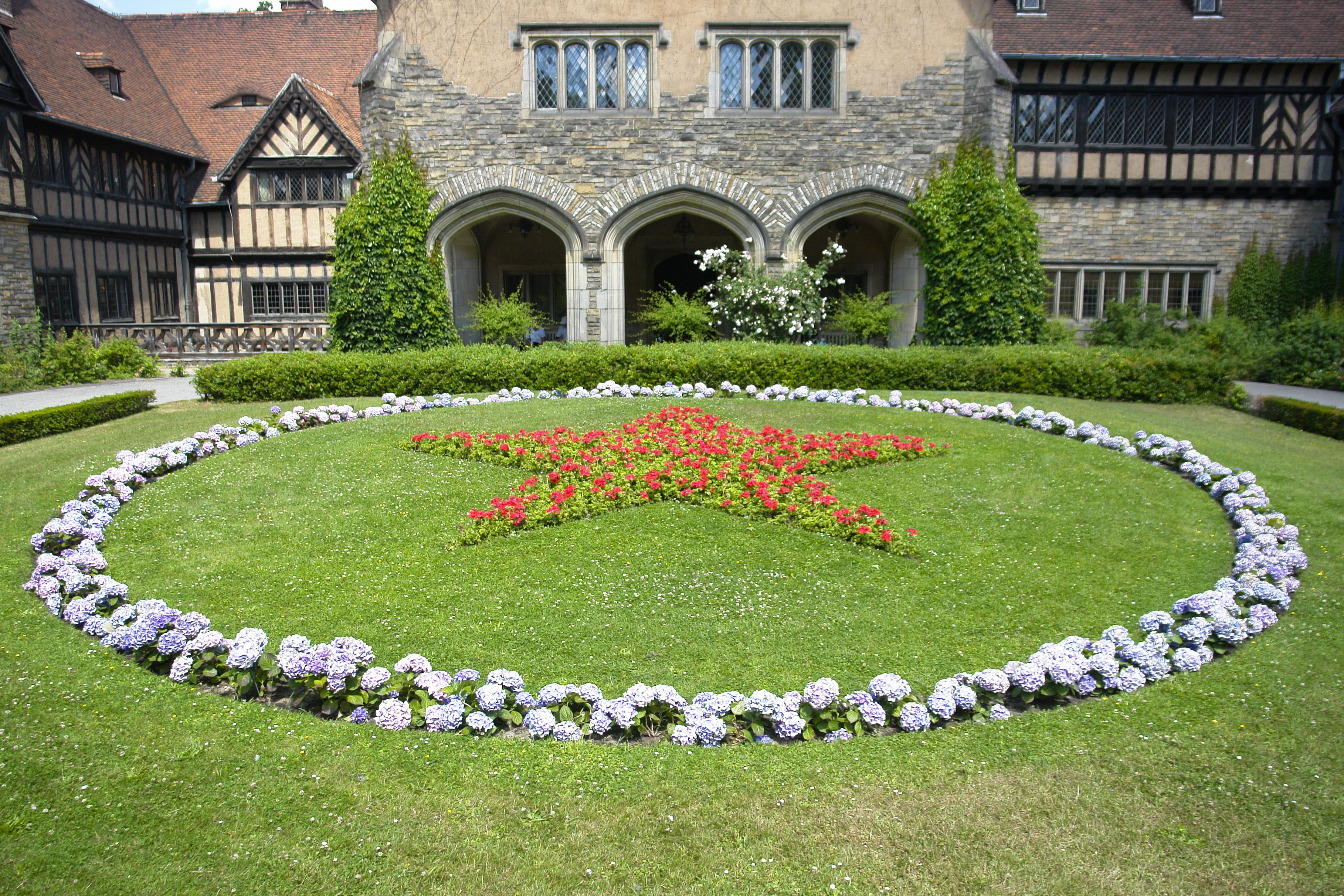
塞琪琳霍夫宮 - 波茨坦會議，宮舍，花園，中間的紅色星形花朵，代表蘇聯。

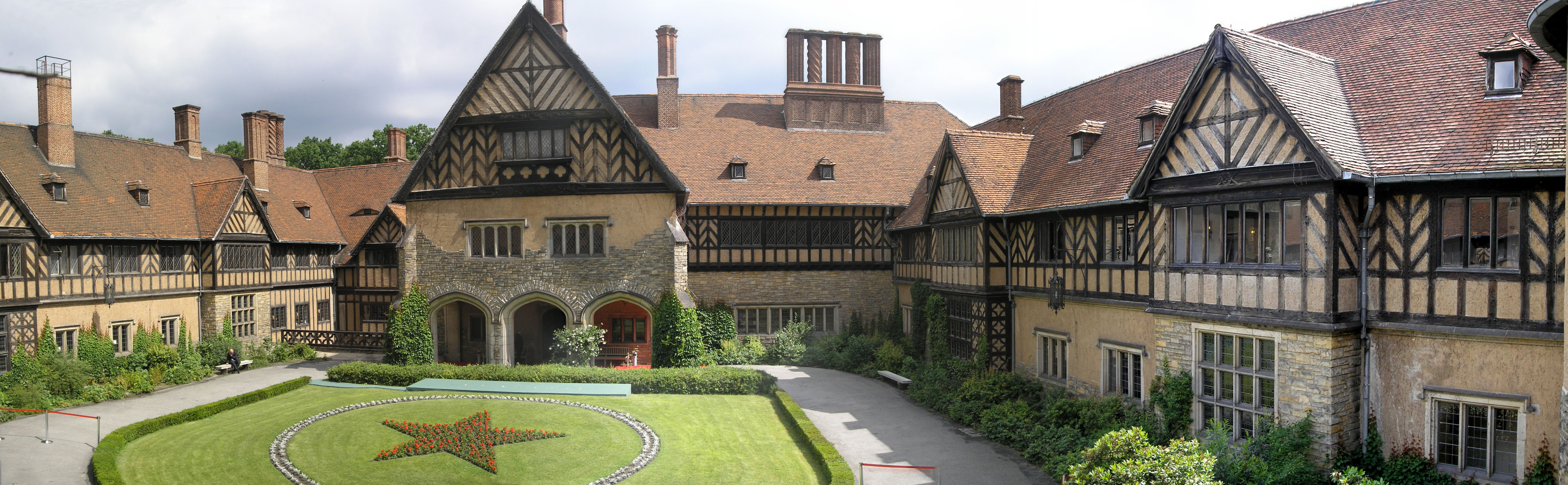
塞琪琳霍夫宮庭院。

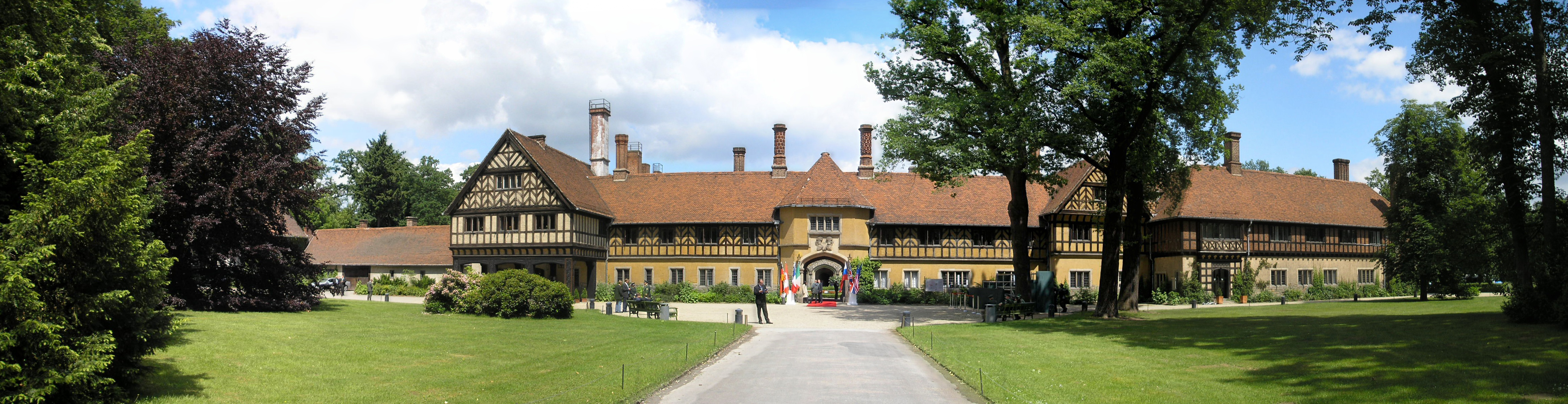
塞琪琳霍夫宮外觀。

波茨坦会议 （英語：Potsdam Conference）1945年7月17日－8月2日在德國蘇占區波茨坦（靠近柏林）塞琪琳霍夫宮举行。在第二次世界大战中取得胜利的同盟国一方在此聚首，讨论决定如何管理八周前（5月8日）无条件投降的大德意志國，以及在戰勝德國後一起致力於戰勝日本帝國以及戰後對日本的處理方式的決定。会议目标还包括战后国际秩序的建立、和平条约的签订和应对战争的后果。

## 与会者
- 苏联代表：苏联共产党中央委员会总书记（最高领导人）、人民委员会主席（政府首脑）约瑟夫·史達林

约瑟夫·史達林迟一天到达会议，据称有“政务”需要处理，事实可能是由于心脏病发作，抑或有其他原因。
- 英国代表：先是温斯顿·丘吉尔，后是克莱门特·艾德礼

会议期间英国大选结果揭晓。工党战胜了保守党，取得了首相职位。
- 美国代表：刚刚就任总统的哈里·杜鲁门

苏联领导人史達林建议由杜鲁门总统，作为唯一参会的国家元首，主持会议，丘吉尔接受了提议。

## 会议主要成果
- 恢復德国1937年后在欧洲併吞的领土，将奥地利、捷克斯洛伐克从德国分离。
- 声明盟軍佔領德國的目的：非军事化、非納粹化、民主化和解散卡特尔企业联合（英文中都是de開頭）。
- 《波茨坦协定》（又称波茨坦条约），将德国和奥地利分为四个占领区（在早先的雅尔塔会议就已确定），并类似地将柏林和维也纳也分为四个占领区。
- 同意以战犯身分起诉纳粹党人。

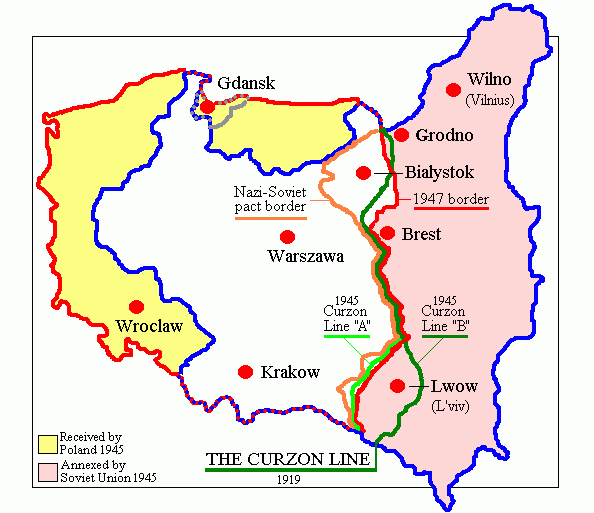
波兰1945年前后的疆界对比，黄色区域为从德国获得的领土，粉色区域为割让给苏联的领土。

- 确立奥德河-尼斯河线作为波兰政府管理区域的边界。
- 将居住在德国境外的德国人驱逐回国。
- 战争赔款协议。盟国估计损失为2000亿美元。在西方的坚持下，德国只需要以资产、工业产品和劳动力的方式支付200亿美元。然而，冷战使偿还计划没有完全执行。

在斯大林的建议下，波兰不列入德国赔偿分配方案，而由苏联所获赔偿的15%转交给波兰（未执行）。
- 7月26日，美中英三国发布了波茨坦公告（又称波茨坦声明），要求日本無条件投降。（苏联后于8月8日加入，对日宣战。）
- 其它问题将留给尽快召开的最终和平会议解决。

尽管西方要求在最终和平会议上才确认德波边界奥德河-尼斯河线，波茨坦会议上确定的强制德国人口迁移却使得德波边界在事实上得到确定并且不可挽回。

## 波茨坦会议之前的国际会议
- 卡萨布兰卡会议（1943年1月14日—24日）
- 开罗会议（1943年11月22日—26日）
- 德黑兰会议（1943年11月28日—12月1日）
- 雅尔塔会议（1945年2月4日—11日）

## 外部連結
- WW2DB: 波茨坦会议 （页面存档备份，存于）